# Die junge Garde (1918)

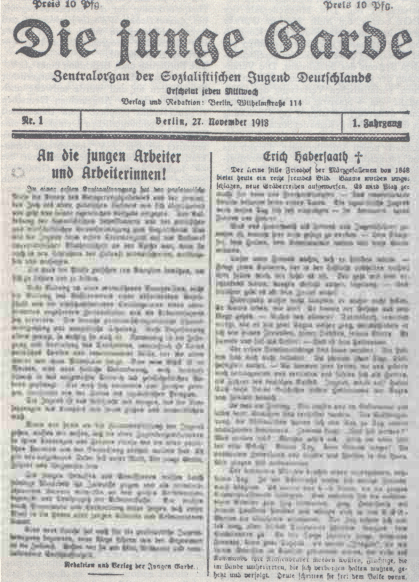
Titelblatt der Erstausgabe

Die Junge Garde war eine ab 1918 herausgegebene Zeitung der Freien Sozialistischen Jugend (FSJ) und anschließend Zentralorgan des Kommunistischen Jugendverbands Deutschlands. Sie wurde unter dem Spruch Jugendzeitschrift für die Freiheit der jungen Generation Deutschlands herausgegeben. Im Zuge der Machtübernahme des Nationalsozialismus wurde sie verboten, teilweise jedoch weiter illegal herausgegeben.